# 斯氏頰縫鯰
斯氏頰縫鯰，為輻鰭魚綱鯰形目甲鯰科的其中一種，為熱帶淡水魚，分布於南美洲巴西Cubatão、Itapocu、Itajaí-Açu河流域，體長可達14.3公分，棲息在水流快速、礫石底質底層水域，生活習性不明。

## 扩展阅读
維基物種上的相關：斯氏頰縫鯰